# 千葉市長
千葉市長（ちばしちょう）は、千葉市の首長たる特別職の地方公務員。ここでは、現職首長などについて解説した後、現在自治体の前身である千葉町の歴代首長と、現在自治体である千葉市の歴代首長について、順を追って解説する。

## 現職市長
- 市長 - 神谷俊一（無所属）

1期目 - 2021年（令和3年）3月22日 -
※任期満了日は2025年（令和7年）3月20日。
- 副市長 - 鈴木達也：2018年（平成30年）7月1日選任。※任期満了日は2022年（令和4年）6月30日。
- 副市長 - 川口真友美：2019年（平成30年）7月1日選任。※任期満了日は2023年（令和4年）6月30日。

## 歴代市長（千葉町長時代を含む）
首長の代数（歴代）の数え方は何種類もあるが、本節では a, b を添える形で書き分けながら解説する。表示欄では「代a」「代b」という名で2種類を記載した。a は就任のある度にカウントする方式に基づく代数であり、b は同一人物による連続就任をカウントしない方式に基づく代数である。千葉市は a の方式を採っているが（他の例：八王子市、弘前市、浜松市）、b の方式を採る自治体も多く（例：京都市、大垣市）、a と b の違いを認識しないまま単純に比較すると誤解が生まれる。なお、返り咲きがあろうとも同一人物を1カウントとする方式もあるが、これを千葉市に当てはめた場合、b から1代（加納金助）を引く。
| 代a | 代b | 氏名        | 就任年月日                 | 退任年月日                 | 備考 |
| --- | --- | ----------- | -------------------------- | -------------------------- | --- |
| -   | -   | 神田 清治   | 1921年（大正10年）1月1日   | 1921年（大正10年）4月20日  | 千葉町が1月1日付で市制を施行し、前日に千葉町長を退任した神田清治が、市長臨時代理者に就任した。                                  |
| 1   | 1   | 神田 清治   | 1921年（大正10年）4月20日  | 1924年（大正14年）7月3日   | 初代市長に就任。在任1年を超えたところで発生した部下の汚職事件に絡んでの言動が政治への不信感につながり、引責辞任に追い込まれる。 |
| 2   | 2   | 久保 三郎   | 1924年（大正14年）8月4日   | 1928年（昭和3年）8月13日   | 1期4年を満了。 |
| 3   | 3   | 神谷 良平   | 1928年（昭和3年）8月14日   | 1932年（昭和7年）7月10日   | 1期4年を満了せず。 |
| 4   | 4   | 財部 実秀   | 1932年（昭和7年）7月11日   | 1933年（昭和8年）8月8日    | 1期4年を満了せず。 |
| 5   | 5   | 加納 金助   | 1933年（昭和8年）8月9日    | 1934年（昭和9年）12月21日  | 1期4年を満了せず。 |
| 6   | 6   | 永井 準一郎 | 1934年（昭和9年）12月22日  | 1938年（昭和13年）12月某日 | 1期目4年を満了。 |
| 7   | 6   | 永井 準一郎 | 1938年（昭和13年）12月某日 | 1942年（昭和17年）12月某日 | 2期目4年を満了。 |
| 8   | 6   | 永井 準一郎 | 1942年（昭和17年）12月某日 | 1946年（昭和21年）4月某日  | 3期目4年を満了せず。 |
| 9   | 7   | 加納 金助   | 1946年（昭和21年）6月8日   | 1947年（昭和22年）4月某日  | |
| 10  | 7   | 加納 金助   | 1947年（昭和22年）4月某日  | 1950年（昭和25年）5月19日  | |
| 11  | 8   | 宮内 三朗   | 1950年（昭和25年）5月20日  | 1954年（昭和29年）5月17日  | 1期目4年を満了か。 |
| 12  | 8   | 宮内 三朗   | 1954年（昭和29年）5月18日  | 1958年（昭和33年）4月19日  | 2期目4年を満了か。 |
| 13  | 8   | 宮内 三朗   | 1958年（昭和33年）4月20日  | 1962年（昭和37年）4月21日  | 3期目4年を満了か。 |
| 14  | 8   | 宮内 三朗   | 1962年（昭和37年）4月22日  | 1966年（昭和41年）4月21日  | 4期目4年を満了か。 |
| 15  | 8   | 宮内 三朗   | 1966年（昭和41年）4月22日  | 1970年（昭和45年）5月16日  | 5期目4年を満了せず。 |
| 16  | 9   | 荒木 和成   | 1970年（昭和45年）5月17日  | 1974年（昭和49年）4月22日  | 1期目4年を満了。 |
| 17  | 9   | 荒木 和成   | 1974年（昭和49年）4月23日  | 1977年（昭和52年）7月9日   | 在任中に急病死。 |
| 18  | 10  | 松井 旭     | 1977年（昭和52年）7月10日  | 1981年（昭和56年）6月13日  | |
| 19  | 10  | 松井 旭     | 1981年（昭和56年）6月14日  | 1985年（昭和60年）6月15日? | |
| 20  | 10  | 松井 旭     | 1985年（昭和60年）6月16日  | 1989年（平成元年）6月17日? | |
| 21  | 10  | 松井 旭     | 1989年（平成元年）6月18日  | 1993年（平成5年）6月19日?  | |
| 22  | 10  | 松井 旭     | 1993年（平成5年）6月20日   | 1997年（平成9年）6月15日?  | |
| 23  | 10  | 松井 旭     | 1997年（平成9年）6月15日   | 2001年（平成13年）6月30日? | |
| 24  | 11  | 鶴岡 啓一   | 2001年（平成13年）7月1日   | 2005年（平成17年）6月30日  | 1期目4年を満了。 |
| 25  | 11  | 鶴岡 啓一   | 2005年（平成17年）7月1日   | 2009年（平成21年）5月1日   | 2期目4年の満了を目前にする中、次期市長選への不出馬を表明していたが、在任中に収賄容疑で逮捕され、5月1日付で市長を辞職。          |
| -   | -   | 藤代 謙二   | 2009年（平成21年）5月1日   | 2009年（平成21年）6月14日  | 逮捕に伴う市長の辞職を受けて、藤代謙二副市長が職務代行を務める。                                                                |
| 26  | 12  | 熊谷 俊人   | 2009年（平成21年）6月14日  | 2013年（平成25年）6月13日  | 当時の最年少（31歳5か月）で当選。任期満了。                                                                                     |
| 27  | 12  | 熊谷 俊人   | 2013年（平成25年）6月14日  | 2017年（平成29年）6月13日  | 再選した際、歴代最多得票数を更新。任期満了。                                                                                    |
| 28  | 12  | 熊谷 俊人   | 2017年（平成29年）6月14日  | 2021年（令和3年）3月3日    | 再選した際、歴代最多得票数を更新。千葉県知事選挙出馬の為3期目途中で辞職。                                                       |
| 29  | 13  | 神谷 俊一   | 2021年（令和3年）3月22日   | 現職                       | |

## 過去の千葉市長選挙

### 2017年
- 2017年（平成29年）5月28日実施[2]

※当日有権者数：782,769人 最終投票率：29.07%（前回比：−2.28pts）
| 候補者名 | 年齢 | 所属党派 | 新旧別 | 得票数    | 得票率 | 推薦・支持 |
| -------- | ---- | -------- | ------ | --------- | ------ | ---------- |
| 熊谷俊人 | 39   | 無所属   | 現     | 182,081票 | %      |            |
| 大野隆   | 48   | 無所属   | 新     | 41,870票  | %      | 日本共産党 |

### 2013年
- 2013年（平成25年）5月26日千葉市長選挙
- 投票率 31.35%
- 有権者数 754,499人
- 有効投票数 236,515人

| 当落 | 得票数  | 候補者   | 党派   | 市長歴 |
| ---- | ------- | -------- | ------ | ------ |
| 当   | 175,126 | 熊谷俊人 | 無所属 | 現     |
|      | 30,087  | 黒須康代 | 無所属 | 新     |
|      | 27,639  | 今村敏昭 | 無所属 | 新     |

### 2009年
- 2009年（平成21年）6月14日千葉市長選挙
- 投票率43.50%
- 有権者数 741,913人
- 有効投票数 322,732人

| 当落 | 得票数  | 候補者     | 党派   | 市長歴 |
| ---- | ------- | ---------- | ------ | ------ |
| 当   | 170,629 | 熊谷俊人   | 無所属 | 新     |
|      | 117,560 | 林孝二郎   | 無所属 | 新     |
|      | 30,933  | ゆうき房江 | 共産党 | 新     |

### 2005年
- 2005年（平成17年）6月19日千葉市長選挙
- 投票率37.20%
- 有権者数
- 有効投票数

| 当落 | 得票数 | 候補者     | 年齢 | 党派                     | 市長歴 |
| ---- | ------ | ---------- | ---- | ------------------------ | ------ |
| 当   | 96,660 | 鶴岡啓一   | 65歳 | 無所属（自推薦・公支持） | 現     |
|      | 84,933 | 奥野総一郎 | 40歳 | 無所属（民推薦）         | 新     |
|      | 47,426 | 島田行信   | 64歳 | 無所属                   | 新     |
|      | 34,729 | 結城房江   | 61歳 | 無所属（共推薦）         | 新     |